# Oplanići
Oplanići (cyr. Опланићи) – wieś w Serbii, w okręgu raskim, w mieście Kraljevo. W 2011 roku liczyła 899 mieszkańców.